# Michael Davidson (Sänger, 1935)
Michael Davidson (* 2. Mai 1935 in Long Beach, Kalifornien; † 26. Januar 2019 in Mannheim, Baden-Württemberg) war ein US-amerikanischer Opernsänger (Bariton), der vor allem für seine Interpretation von Verdis Baritonpartien bekannt war. Er war von 1966 bis 1999 Ensemblemitglied des Nationaltheaters Mannheim und gastierte an nahezu allen deutschen Opernhäusern und zahlreichen Bühnen in Europa und Nordamerika.

## Leben

### Ausbildung und Anfangsjahre
Michael Davidson wurde am 2. Mai 1935 in Long Beach Kalifornien geboren. Seine Mutter Catherine Davidson (geb. Quist) war Krankenschwester, sein Vater Clarence Edward Davidson Berufssoldat in der US-Navy. Er erhielt seine Gesangsausbildung in seiner Heimatstadt Los Angeles bei Vladimir Dubinsky, einem russischen Bariton des Bolschoi, der seinerzeit Schüler des berühmten Baritons und Gesangspädagogen Antonio Cotognis in Rom war. Sein Repertoire erarbeitete er mit seinem Coach Herbert Weiskopf, einem emigrierten deutschen Künstler jüdischen Glaubens. Im Jahre 1955 gewann er den 1. Platz im California State Dennis Award zur Förderung junger Opernsänger. Von 1958 bis 1960 diente er in der US-Army und war u. a. in Augsburg und Ansbach stationiert. Bereits während seines Militärdiensts sang Davidson auf Wunsch der befehlshabenden Generäle regelmäßig im 'Military officers' club'. Nach seinem Militärdienst kehrte er zunächst nach Los Angeles zurück, entschloss sich jedoch bald, auch auf Rat seines Gesangslehrers, dazu, nach Europa zu reisen, um an Opernhäusern vorzusingen.
Der junge Bariton gab sein Europa Debüt im Concertgebouw Amsterdam mit einem Verdi Arien Recital. Später kehrte er in den Titelrollen von Leoncavallos Edipo Re und Dallapiccolas Il Prigioniero dorthin zurück. Sein erstes Festengagement erhielt Michael Davidson 1962 am Stadttheater Koblenz. Intendant Hans Wolfgang Wolff protegierte den jungen Bariton und unterstützte seine Entwicklung mit dem richtigen Maß an herausfordernden Aufgaben. In Koblenz sang er zunächst vor allem lyrische Partien, wie etwa den Wolfram (Tannhäuser), Valentin (Faust) und Marcello (La Bohème), aber auch bereits den Renato (Un Ballo in Maschera), Iago (Otello), Carlo Gerard (Andrea Chenier), Conte di Luna (Il Trovatore) und die vier Dämonen in Hoffmans Erzählungen.

### Nationaltheater Mannheim
Vier Jahre später wurde er dann von Horst Stein an das Nationaltheater Mannheim verpflichtet, das von 1966 bis 1999 seine künstlerische Heimat werden sollte. Insbesondere die großen Baritonrollen Giuseppe Verdis prägten nun fortan sein künstlerisches Schaffen. Sein Repertoire erweiterte er um die großen Baritonpartien in La Forza del Destino, I Masnadieri, Luisa Miller, La Traviata, Aida, Attila und Don Carlo, wie auch die Titelpartien in Rigoletto, Macbeth, Falstaff, Simon Boccanegra und Nabucco. Gastspiele führten ihn an nahezu alle Deutschen Bühnen, von Hamburg bis München, von Düsseldorf bis Berlin. Auch international gastierte Davidson regelmäßig, wie etwa in Vancouver, Portland, Barcelona, Wien und den königlichen Opernhäusern in Antwerpen und Stockholm.
Von großer Bedeutung im Repertoire Davidsons waren auch zahlreiche andere Partien des Italienischen Fachs, so beispielsweise der Scarpia (Tosca), Michele (Il Tabarro), Rance (La Fanciulla del West), Tonio (I Pagliacci) und die Titelpartien in Gianni Schicchi und Guglielmo Tell. Im Deutschen Fach sind außerdem zu nennen der Kothner (Meistersinger), Faninal (Rosenkavalier), Sebastiano (Tiefland) und der Cardillac. Für seine künstlerischen Leistungen erhielt der Bariton 1980 den Titel des Kammersängers. Seinen Abschied von der Bühne des Nationaltheaters gab Michael Davidson im Jahre 1999 als Scarpia in Tosca, eine seiner beeindruckendsten Charakterisierungen.

## Repertoire
Giuseppe Verdi
- Nabucco: Nabucco
- Attila: Ezio
- Macbeth: Macbeth
- I Masnadieri: Carlo Moor
- Luisa Miller: Miller
- Rigoletto: Rigoletto
- Il Trovatore: Il Conte di Luna
- La Traviata: Giorgio Germont
- Simon Boccanegra: Simon Boccanegra
- Un Ballo in Maschera: Renato
- La Forza del Destino: Don Carlo di Vargas
- Don Carlos: Roderigo di Posa
- Aida: Amonasro
- Otello: Iago
- Falstaff: Ford, Falstaff

Giacomo Puccini
- Manon Lescaut: Lescaut
- La Bohème: Schaunard, Marcello
- Tosca: Scarpia
- Madama Butterfly: Sharpless
- La Fanciulla del West: Jack Rance
- Il Tabarro: Michele
- Gianni Schicchi: Gianni Schicci

Ruggero Leoncavallo
- I Pagliacci: Silvio, Tonio
- Edipo Re: Edipo Re

Pietro Mascagni
- Cavalleria rusticana: Alfio

Umberto Giordano
- Andrea Chenier: Carlo Gérard

Amilcare Ponchielli
- La Gioconda: Barnaba

Gaetano Donizetti
- Le convenienze ed inconvenienze teatrali oder Viva la mamma!: Mamma Agata
- Lucia di Lammermoor: Lord Enrico Ashton
- Don Pasquale: Dottore Malatesta

Gioacchino Rossini
- Il Turco in Italia: Selim
- Guglielmo Tell: Guglielmo Tell

Jacques Offenbach
- Les Contes d'Hoffmann: Lindorf, Coppélius, Dapertutto, Dr. Miracle

Charles Gounod
- Faust: Valentin

Georges Bizet
- Carmen: Escamillo

Richard Wagner
- Tannhäuser: Wolfram von Eschenbach
- Lohengrin: Heerrufer
- Die Meistersinger von Nürnberg: Fritz Kothner
- Parsifal: Amfortas

Richard Strauss
- Der Rosenkavalier: Faninal
- Ariadne auf Naxos: Musiklehrer
- Capriccio: Der Graf

Hans Pfitzner
- Palestrina: Giovanni Morone

Paul Hindemith
- Cardillac: Cardillac

Carl Orff
- Die Kluge: Der König

Eugen d’Albert
- Tiefland: Sebastiano

Pjotr Iljitsch Tchaikowski
- Eugen Onegin: Eugen Onegin
- Die Jungfrau von Orléans: Dunois
- Pique Dame: Tomski

Modest Mussorgski
- Boris Godunow: Rangoni

## Aufnahmen
- Edipo Re (Leoncavallo), Chor und Orchester Hilversum unter Kees Bakels, Live-Aufnahme des Rundfunks vom 5. November 1977 aus dem Concertgebouw Amsterdam
- Galakonzert der Mannheimer Oper: 200 Jahre Nationaltheater Mannheim, Chor und Orchester des NTM unter Hans Wallat, Live-Aufnahme vom 15. September 1979, EMI Electrola GmbH
- Weblink zu privaten Live Mitschnitten